# Cassida nigrohumeralis
Cassida nigrohumeralis es un coleóptero de la familia Chrysomelidae.
Fue descrita científicamente en 2004 por Borowiec & Ghate.